# 萬承風
萬承風（1752年—1812年），字卜東，一字和圃，江西南昌府寧州人。
万承风为乾隆四十六年（1781年）三甲第一名进士，选庶吉士，散館授检讨。直上书房，教授绵宁（後为道光帝）读书。乾隆六十年（1795年）典试云南。累迁翰林院侍读。嘉慶三年（1798年）大考降为检讨。嘉慶四年（1799年）督广东学政。累迁侍讲学士，任满还京，直上书房，提拔为詹事。督山东学政。荐举提拔为礼部侍郎，命还京。
嘉慶十二年（1807年），督学江苏，任内因清江浦、荷花塘工程取势太直，屡筑屡圮，奏请恢复原状，并得到许可。之後调兵部任职。嘉慶十四年（1809年），嘉庆帝五旬万寿，万承风请求解任还京祝寿，遭降诏严斥，左迁内阁学士。调任安徽学政，期间调解定远士子与凤阳胥役争议。擢兵部侍郎，还京，仍直上书房，充经筵讲官。嘉慶十七年（1812年），引病归乡，不久卒，入祀乡贤祠。道光帝即位後，怀念旧师，追贈万承风礼部尚书衔，諡文恪。道光十二年（1832年），晉贈太傅，并加恩任用其子萬方楙。
著有《賡颺集》、《思不辱齋文集》等。

## 延伸阅读
[在维基数据编辑]
 《清史稿·卷354》，出自趙爾巽《清史稿》